# Lídia Pujol
Lídia López Pujol, de nombre artístico simplemente Lídia Pujol (Barcelona, octubre de 1968), es una cantante e intérprete española. Su versatilidad se muestra en sus espectáculos en vivo y en sus grabaciones, donde construye una identidad propia, de marcado carácter catalán a partir de la música tradicional yiddish, céltica, medieval, sefardita y flamenca, y donde la teatralidad, la interpretación y el compromiso con el mensaje, son elementos indisociables de su propuesta musical.

## Trayectoria artística
Sus primeros pasos los dio en el Taller de Músics donde estudió canto con Xavier Garriga y Errol Woisky, más tarde continuó su formación en el Col·legi del Teatre con Ramon Llimox. Después de años de experiencia en la música tradicional yiddish, medieval y popular, y de haber actuado por Cataluña, Italia, Francia, Inglaterra y los Estados Unidos, se dio a conocer formando dúo con la también cantautora Sílvia Comes, dando lugar a un proyecto que se convirtió en referente esencial de la música catalana de los años 90, y que cristalizó en dos discos propios conjuntos: Sílvia Comes & Lídia Pujol (Picap, 1998) y Al entierro de una hoja van dos caracoles (Picap, 2000) y en varias colaboraciones. Iaie es el primer trabajo en solitario de Lídia Pujol, publicado en 2003, un disco en el que pone música a poemas de dos grandes poetas del siglo XX: Jacques Prévert o Federico García Lorca. Y lo hace cruzando idiomas, pues canta a Prévert tanto en francés como en catalán, mantiene la tensión del bello castellano lorquiano, y canta en catalán una letra tradicional yiddish. Incluso se atreve con el celta, en “Mná Na Héirann”. Musicalmente domina la tradición judía y celta, especialmente. Pero con un espíritu abierto y científico, pues lo que pretende es mezclar músicas de raíz con letras racionalistas, tensas y humorísticas del siglo XX. En este disco se escucha el sonido de algunos instrumentos en desuso como la ocarina, la tuba, el fliscorno o el arpa celta, tocados aquí por estudiosos de la disciplina musical.
Els amants de Lilith, en 2007 graba en directo, en la Sala Tallers del Teatre Nacional de Catalunya de Barcelona, en concierto celebrado el 30 de mayo de 2007 su segundo trabajo en solitario, Lídia Pujol reúne canciones populares de transmisión oral recogidas en los pueblos de Cataluña, Valencia y Baleares. Hablan de mujeres ultrajadas y mujeres que ultrajan, mujeres que aman hasta la muerte y aún más allá, mujeres poderosas y mujeres débiles. Un exhaustivo trabajo de investigación que ahonda en el lado más oscuro y extraordinario del ser humano: amor pasional, incesto, violación, asesinato. Todas las canciones son adaptaciones de temas tradicionales realizadas por Lídia Pujol y Pau Figueras, excepto El Somiatruites de la que música y letra son de Albert Pla.
En 2007 realiza una gira presentando el espectáculo Palau i Fabre, 90 anys en el que rinde homenaje al poeta Josep Palau i Fabre. Acompañada al piano por Dani Espasa, Pep Pascual en instrumentos de viento, Lluís Ribalta a la batería y Mariona Vila en composición y arreglos de los poemas de Palau i Fabre. En 2009 presenta un nuevo sencillo en inglés, "Begging The Waves", basado en un poema de Maria-Mercè Marçal y disponible inicialmente como descarga gratuita a través de su página web oficial. El videoclip de la canción, lo realiza Jesús Manuel Montané.
Ha creado y dirigido La Cerimònia de la Llum, interpretada en monasterios y catedrales de todo Cataluña, donde se reencuentran las canciones de la tradición escrita, recogidas en el Llibre Vermell de Montserrat, con el repertorio tradicional oral, las canciones de cuna de todo el Mediterráneo. El mensaje de sus valores alcanza desde la convivencia entre culturas y pueblos hasta la necesidad de una lectura actual de símbolos religiosos y culturales. El verano de 2012, en la Sala Muntaner, las “Conversaciones singulares con Lídia Pujol” la han llevado a conversar con una serie de personajes como Teresa Forcades y Mayte Martín, entre otros, en un encuentro en el que la música y la palabra son las protagonistas.
En 2014 grabó último disco Mariam Matrem que acompaña al libro de Àngela Volpini La cualidad humana con prólogo de Teresa Forcades, e inicia un nuevo proyecto, Iter Luminis – Camino de Identidad (Música y tradición al servicio de un mundo más justo - 2014), que pretende hacer un recorrido por diferentes espacios emblemáticos catalanes (torres, ermitas, monasterios...) uniendo historia y música al patrimonio y la gente de cada territorio para crear una renovada tradición. Tanto en el disco como en la gira, está acompañada de El Cor de Vallferosa, nacido con la voluntad de vivir el arte, la cultura y la emoción como herramientas fundamentales en la construcción de una nueva sensibilidad social.
En el 2015, se inicia una segunda etapa de la gira con “Iter Luminis: trabajos y placeres de amor", una ceremonia musical y poética, que desea compartir con el público una misma orientación en el núcleo de la experiencia de Teresa de Jesús, en diálogo con la mística de Ramon Llull. El espectáculo reúne obras de diferentes etapas históricas y estilos y pone al alcance del público el proceso de humanización del ser humano. En 2017 publica su disco y libro-disco Iter Luminis. Un camí orientat que quiere dejar constancia de todo el camino musical, artístico y experiencial hecho por Lidia Pujol entre los años 2010-2017, representado por tres espectáculos: La Ceremonia de la Luz (Cd1), Camino de Identidad (descarga digital) y Trabajos y Placeres de Amor (Cd2).

En julio de 2018 presentó su nuevo espectáculo Panikkar, poeta i fangador. Oriente i occident soc al Mercado de las Flores en el marco del Festival Grec de Barcelona. Este espectáculo forma parte de la programación del Año Raimon Panikkar en conmemoración del centenario del nacimiento del pensador. En abril de 2019 se ha publicado una edición especial del libro Iniciación a los Veda de Raimon Panikkar con el CD del espectáculo «Panikkar, poeta y fangador», de Lídia Pujol. Desde mayo de 2019 está disponible a la plataforma Filmin el vídeo del espectáculo.

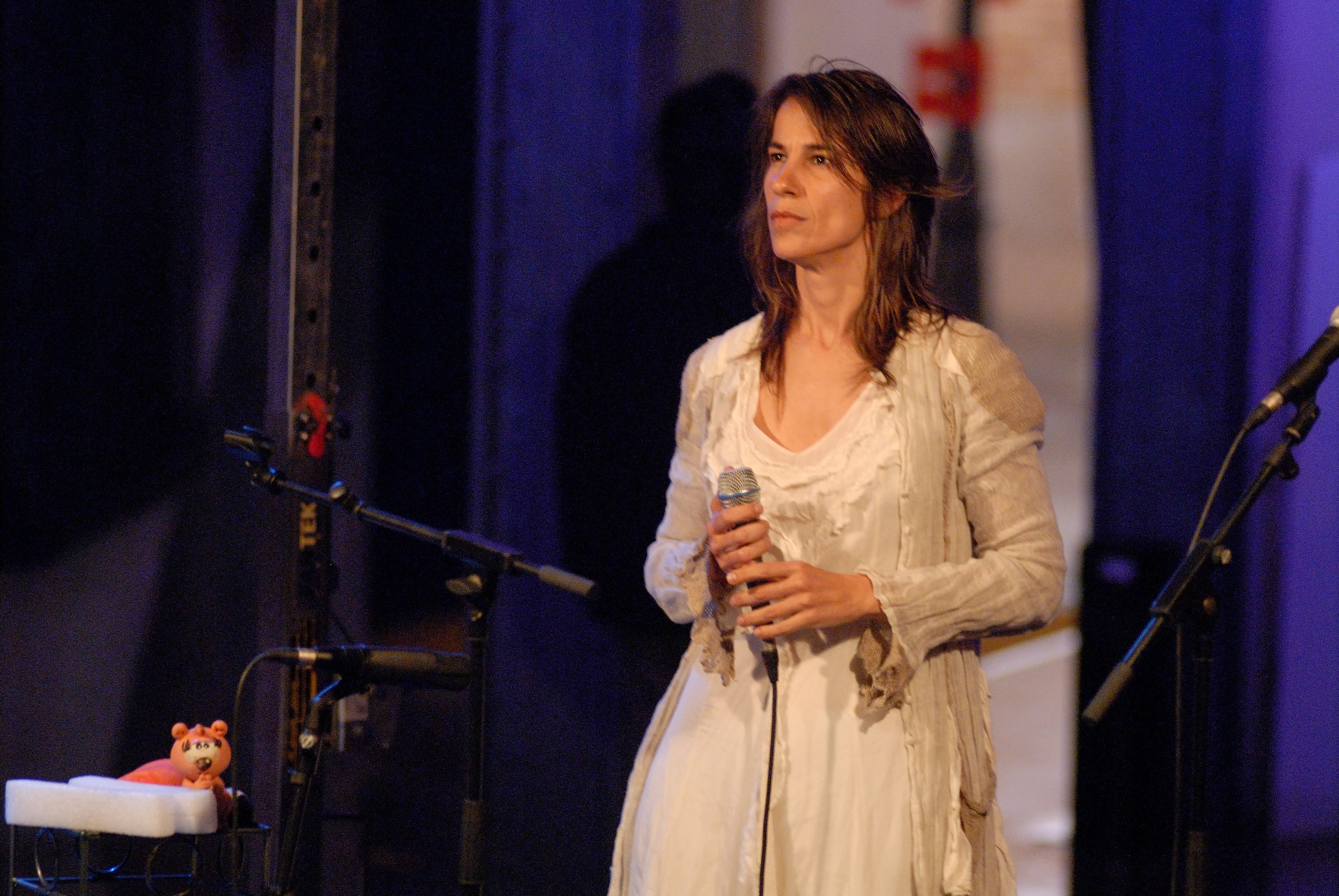
Lídia Pujol en el Museo de Historia de Cataluña en 2008.

En la primavera de 2021, Lídia Pujol recupera algunas canciones del legado de la cantautora Cecilia y graba en castellano el disco de versiones Conversando con Cecilia, redescubriendo su mensaje plenamente actual. En junio de 2024 publica Babel: Dels fems i les flors

## Teatro
Como actriz ha participado, entre otros, al Morir de Sergi Belbel, L'òpera dels tres rals de Bertolt Brecht, bajo la dirección de Calixto Bieito. Como directora ha creado e interpretado, entre otros, los espectáculos El Boulevard del crim presentado al Festival Grec de Barcelona, y junto con Lluís Llach y Albert Pla ha participado en el espectáculo Llits de Lluís Danés en el Teatro Nacional de Cataluña.

## Colaboraciones
Ha colaborado en diferentes artistas: Miguel Poveda, Juan Gómez "Chicuelo", Gerard Quintana, Dani Nel·lo, Roser Pujol, Jackson Browne, Pedro Guerra, Mayte Martín, "Els Trobadors", Lluís Llach; y también discos en los que participó como:
- Terregada, cinc veus i un repertori sagnant (2004), este disco es el documento de una conjunción única y difícil de repetir: Miquel Gil y Lídia Pujol, dos de las voces más destacadas del ámbito del folk en catalán, arropadas por la instrumentación acústica y las tres voces del grupo Psàlite interpretan temas del cancionero tradicional. El proyecto fue estrenado en directo en el festival Tradicionàrius (CAT – Barcelona).
- Otros: Suite de la Mediterrània, Sopa de Cabra (La nit dels anys), Pat McDonald (Begging her graces), Jabier Muguruza (Fiordoan), y Brian Dunning (líder de Nighthoise), (Homenaje a Jackson Browne), mientras que Sergi Belbel y Calixto Bieito han dirigido sus experiencias teatrales.